# Cantó de Le Lamentin-2
El cantó de Le Lamentin-2 és una divisió administrativa francesa situat al departament de Martinica a la regió de Martinica.

## Composició
El cantó comprèn la fracció Nord de la comuna de Le Lamentin.

## Administració
| Període                                  | Identitat      | Partit | Qualitat |
| ---------------------------------------- | -------------- | ------ | -------- |
| 2008-2014                                | Claire Tunorfe | BPM    |          |
| Les dades anteriors no són pas conegudes |                |        |          |